# 第二次三十年战争
第二次三十年战争（德语：Zweiter Dreißigjähriger Krieg）是一种历史分期方案，有时用于涵盖1914年至1945年的欧洲战争。正如1618年至1648年的三十年战争不是一场单一的战争，而是一系列不同时间和地点的冲突，后来被历史学家歸納并命名为一个时期一样，第二次三十年战争被视为一场“欧洲内战”，各方为德国问题而斗争，并因法西斯主义的新意识形态而加剧。第二次三十年战争的论点是，第一次世界大战自然导致了第二次世界大战；在这个框架下，后者是前者的必然结果，因此它们可以看作是一个单一的冲突。历史学家批评了这篇论文，理由是它为法西斯和纳粹份子的行为开脱。

## 起源
“第二次三十年战争”的概念起源于1946年，法国前政府首脑戴高乐在巴勒迪克演讲中（1946年7月28日）唤起了“我们刚刚赢得的三十年战争的戏剧性”。戴高乐将第一次世界大战和第二次世界大战视为一场单一的冲突，两次世界大战期间只是休战。西格蒙德·诺依曼（Sigmund Neumann）在其1946年出版的《透视未来》一书中对此表示赞同。1948年，英国首相温斯顿·丘吉尔在《第二次世界大战回忆录》（1948）序言的第一段中写道，他的书将“讲述另一场三十年战争”，从而推动了这一想法。这一时期的主要欧洲冲突包括巴尔干战争（1912-13）、第一次世界大战（1914-18）、俄罗斯内战（1917-23）、乌克兰-苏联战争（1917-21）、波苏战争（1919-21）、西班牙内战（1936-39）和第二次世界大战。此外，两次世界大战期间发生了大量的平民和劳工冲突以及殖民战争。
虽然它的形式不是“学术”，但显然是基于对资料的密切了解和敏锐的观察。因此，学术研究和可读综合的罕见结合是许多人努力追求的，但很少有人能实现。在探讨他的主题时，诺伊曼将1914年以来的岁月视为另一场三十年战争，与此同时，一场仍在进行的革命也伴随着这场战争。他将第一次世界大战和凡尔赛和约比作序曲，将随后发生的事情解释为一出长度大致相同的希腊戏剧的五幕：1919-24、1924-29、1929-34、1934-39和1939-45。——李（1946年12月）。“回顾西格蒙德·诺依曼的《透视未来》”

## 批评
这一论点受到了许多历史学家的质疑和反对，他们认为这一理论对1918年至1939年两次世界大战之间发生的一系列复杂事件的解释过于简单。特别是，一些人认为，“第二个三十年战争”的论点将纳粹的崛起描述为《凡尔赛条约》的必然结果，为纳粹的言论辩解，称其是对所谓英法报复的防御性反应。相反，批评者认为第二次世界大战是希特勒和纳粹主义种族主义意识形态的结果，由于希特勒的崛起是在大萧条的基础上发生的，所以它不可能是不可避免的，他的支持也不可能是对凡尔赛的直接反应。《第二个三十年战争》论文是关于第二次世界大战起因和欧洲内战观点的更大争论的一部分。

## 笔记
1. Use of this term can be found in many sources. Some examples include "Naming World Wars" at GlobalSecurity.org, Anthony Shaw's The World in Conflict, 1914–1945 (2000) ISBN 978-1-57958-212-8, and many other sources.

## 延伸阅读
- Black, Jeremy. . Rowman & Littlefield. 2019. ISBN 978-1-5381-0834-5 （英语）.
- Carls, Alice-Catherine; Carls, Stephen Douglas. . Routledge. 2018. ISBN 978-1-138-99914-5 （英语）. author-name-list parameters只需其一 (帮助)
- Hadingham, Oliver. . History. December 2020, 105 (368): 896–898  [2023-08-31]. S2CID 226352326. doi:10.1111/1468-229X.13072. （原始内容存档于2022-12-21）.
- Jones, Dan; Amaral, Marina; Dan Jones (writer). . Head of Zeus Ltd. 14 May 2020. ISBN 978-1-78954-202-8 （英语）.
- Kershaw, Ian. . Allen Lane. 2015. ISBN 978-0-713-99089-8 （英语）.
- McLeod, Tyler (2019). World War 1914-1945: A Second Thirty Years' War （页面存档备份，存于）
- Seah, Shawn. . My Father's Kampung: A History of Aukang and Punggol. September 2020: 39–53  [2023-08-31]. ISBN 978-981-12-2668-7. S2CID 241690566. doi:10.1142/9789811226694_0004. （原始内容存档于2022-12-21）.
- Traverso, Enzo. . Verso Books. 2016. ISBN 978-1-78478-134-7 （英语）.
- Winter, Jay (2015). The Thirty Years’ War (1914-1945) （页面存档备份，存于）